# Крнка, Карел
Карел Крнка (чеш. Karel Krnka; 6 апреля 1858, Орадя — 25 февраля 1926, Прага) — чешский оружейный конструктор. Один из создателей пистолета Roth-Steyr M1907.

## Биография
Родился в семье австро-венгерского оружейника Сильвестра Крнка. Во время службы в австрийской армии совершенствовал служебные винтовки. В 1887 году уволился со службы и начал работать инженером на оружейном заводе в Бирмингеме. Там он разработал несколько быстрозарядных винтовок, после чего был назначен ведущим инженером компании «Gatling Arms & Ammunition Company», где занимался модернизацией винтовки Верндля. Через три года компания потерпела крах, и Карел переехал в Прагу, где стал работать патентным агентом. В 1898 году Георг Рот нанял его на должность менеджера патронного завода Рота. Во время работы с Ротом Карел разрабатывал различные самозарядные пистолеты, что в итоге привело к созданию пистолета Roth-Steyr 1907. Через два года Георг Рот умер, и Крнка перешёл работать на патронный завод Хиртенбергера в Австрии. В 1922 году он вернулся в Чехословакию, где до самой смерти работал советником в городе Угерски-Брод.